# Rejon Hacıqabul
Rejon Hacıqabul (azer. Hacıqabul rayonu) – rejon we wschodnim Azerbejdżanie.
W rejonie znajduje się Chanaka Pir Husejna – kompleks historyczno-architektoniczny znajdujący się we wsi Navahı poświęcony Pir Husejnowi.